# Batna
Batna   este un oraș  în  partea de nord a  Algeriei. Este reședința  provinciei  Batna.